# Lupella
Lupella is een geslacht van kreeftachtigen uit de klasse van de Malacostraca (hogere kreeftachtigen).

## Soort
- Lupella forceps (Fabricius, 1793)